# المجرم (فلم 1954)
المجرم فيلم مصري إنتاج عام 1954 بطولة شكري سرحان وسميرة أحمد ومحمود المليجي.

## قصة الفيلم
يخطف أحد المجرمين طفلة من أسرتها بعد انقلاب سيارتهم بالطريق وفقدهم الوعي عندما اكتشف أنها من أسرة غنية، ولأنه مجرم ومطلوب أمنيا كانت الشرطة تطارده فترك الطفله عند مسجد ثم قبض عليه وسجن 20 عاما، ليرى كل هذه الأحداث طفل يدعي (حسن أو سنارة) ويجد الطفله أمام المسجد ثم يعهد بها إلى أسرة معدمة ليس لديهم أطفال كي تتولى تربيتها وتقوم الأسرة برعاية الطفلة. وذات يوم ترى السيدة من الأسرة الغنية التي فقدت ابنائها في حادث الانقلاب الطفل (سنارة) فتتبناه الأسره ليعوضها عن ابنها الذي فقدته، تمر السنوات، ويكبر الابن الذي تربى في كنف الأسرة الثرية، ويسافر مع أسرته إلى أوروبا، ثم يعود منفردا بعدما مات ابواه في حادث كي يلتقى بالفتاة التي تربت معه، يتبادلان الحب دون معرفة أصلهما، ثم تكشف الحقيقة ويعرف أنها ليست أ خته، وانها بنت الاسرة الثريه ويتزوجان.

## طاقم العمل

### الممثلين
- شكري سرحان
- سميرة أحمد
- علي رشدي
- عزيزة حلمي
- زوزو ماضي
- محمود المليجي
- أحمد علام
- فردوس محمد
- سليمان الجندي
- عبد العزيز أحمد

### طاقم العمل
- مكرم سالم (مساعد مصور)
- زكريا منصور (تصوير سينمائي)
- بهنا فيلم (شركة التوزيع)
- ستوديوالجيزة (إنتاج)
- إسكندر إبراهيم (مهندس الصوت)
- مصطفى جبر (ريجيسير)
- ليلى المغربي (تركيب النيجاتيف)
- حسنوف (مونتاج)
- محمود سماحة (ماكياج)
- شارفنبرج (تنفيذ المناظر)
- ستوديوالأهرام (استوديو التصوير)
- حسين الشريف (تنفيذ المناظر)
- ستوديو الأهرام (الطبع والتحميض)